# Zone récréative d'État du Mauna Kea
La zone récréative d'État du Mauna Kea (anglais : Mauna Kea State Recreation Area) est une zone récréative d'Hawaï située à la base du versant sud du Mauna Kea, sur la route 200.
Le parc de 8,3 ha est administré par le Department of Land and Natural Resources d'Hawaï. Située à environ 2 000 m d'altitude, on y retrouve des toilettes, une aire de pique-nique et des cabanes. Elle offre un bon point de vue sur le Mauna Kea et le Mauna Loa.